# Национална библиотека Бразила
Национална библиотека Бразила (порт. Biblioteca Nacional do Brasil) је најстарија културна институција Бразила, чија је улога да прикупља, обрађује, рестаурира и чува бразилско интелектуално наслеђе. Са преко 9 милиона јединица у свом фонду, Библиотека је по величини и значају седма национална библиотека у свету.

## Историјат
Корени библиотеке досежу 18. век, и то време Наполеонове најезде на Португал 1807. године. Краљевска породица, приморана да избегне у Бразил, понела је са собом Краљевску библиотеку са бројним значајним књигама, документима и списима. Декретом из 1810. године наређено је оснивање нове Краљевске библиотеке, која ће бити смештена у Болници Госпе од Кармела у Рију де Жанеиру. Библиотека је 1814. године отворена за јавност. 
По повратку краљевске породице у Португал 1821. године, обимна збирка Краљевске библиотеке је остала у Рију де Жанеиру, што је било регулисано званичним споразумом. Библиотека је 1858. премештена у нове просторије које су се показале неадекватним, и проблем са простором био је актуелан све до 1910. године, када је премештена у зграду која је наменски грађена за њу, где се и данас налази.

## Значајне колекције
Библиотека је расла интензивном брзином захваљујући редовном улагању државе и завештањима приватних библиотека значајних грађана.
Тренутно је 8 јединица регистрованих у Меморији света, пројекту UNESCO-а који има за циљ да прикупи и сачува светску културну документациону баштину од универзалног значаја.
1. Писма браће Андрада – писма тројице браће – Жозеа, Мартина и Франциска – новинару и дипломати Антонију де Менезесу између 1824. и 1833. године.
2. Музички списи Ернеста Назарета, најзначајнијег бразилског композитора.
3. Карте и атласи картографа Мигела Антонија Сијере.
4. Калупи за тискање који су припадали издавачкој кући Арко де Сего.
5. „Филозофска путовања“ – списи из научне експедиције Александра Родригеза Фереире у периоду од 1783. до 1792. године.
6. Музички списи Карлоса Гомеза, најзначајнијег оперског композитора Бразила.
7. Декрет који је издао краљ Жоао IV 1808. године, „којим се отварају врата Бразила свим пријатељским нацијама“.
8. Колекција од 23 хиљаде фотографија Бразила и света у 19. веку, сачињена од колекције Педра Другог и Терезе Кристине Марије.[4]

## Одељења Библиотеке
Национална библиотека Бразила функционише кроз 6 одељења.
1. Одељење набавке
2. Одељење обраде публикација
3. Одељење за рад са корисницима
4. Одељење ретких књига и публикација
5. Школа библиотекарства
6. Помоћна служба

## Галерија
- Библиотека 1920. године.
- Главно степениште.
- Улазна дворана.